# 2012년 일본의 텔레비전 드라마 목록
다음은 2012년에 일본의 텔레비전에서 방송되었던 드라마 프로그램을 나열한 목록이다.

## 1분기
- 13세의 헬로워크 - TV 아사히
- Dr.검사 모로하시 - 후지TV
- Fallen Angel - BS아사히
- O-PARTS ~오파츠~ - 후지TV
- Teen Court ~ 10대 재판 - 닛테레
- 가족팔경 ~ 나나세, 텔레파시 소녀의 발라드 - MBS
- 개척자들 - NHK BS
- 검은 고양이 루시 - tvk
- 계단의 노래 6 - TBS
- 고독한 미식가 1 - TV도쿄
- 나사케의 여자 스페셜 ~국세청 감찰관~ - TV아사히
- 대지의 fanfare - NHK
- 더티 마마! - 닛테레
- 럭키 세븐 - 후지TV
- 망상수사 ~ 쿠와가타 코이치 준교수의 스타일리쉬한 생활 - TV아사히
- 무코다 쿠니코 이노센트 - WOWOW
- 뮤즈의 거울 - 닛테레
- 봉신 야츠루기 2 - 지바TV
- 분신 - WOWOW
- 사랑이란 - 후지TV TWO
- 사랑이란 사치가 내게 떨어져 내린 것일까? - LaLa TV
- 사랑하는 나의 베이커리 - TV아사히
- 속죄 - WOWOW
- 수학♥여자학원 - 닛테레
- 스즈코의 사랑 - 도카이TV
- 스텝파더, 스텝 - TBS
- 스트레인저 6 - WOWOW
- 스트로베리 나이트 - 후지TV
- 시라토 오사무의 사건부 - TBS
- 신부의 아버지 - TBS
- 아침 드라마 살인사건 - NHK
- 엔드롤 ~전설의 아버지~ - WOWOW
- 연애 니트~ 잊어버리고 있었던 사랑을 시작하는 방법 - TBS
- 오늘은 만사 대길하게 - NHK
- 운명의 인간 - TBS
- 이상의 아들 - 닛테레
- 이제 유괴 같은 건 안 할래 - 후지TV
- 찍지 마세요 그라비아 아이돌의 뒷이야기 - TV도쿄
- 최고의 인생을 마감하는 방법 엔딩 플래너 - TBS
- 최후로부터 두 번째 사랑 - 후지TV
- 추정유괴 - WOWOW
- 츄신구라 그 도리 그 사랑 - TV도쿄
- 타이라노 키요모리 - NHK
- 타이트 로프의 여자 - NHK
- 특명계장 타다노 히토시 파이널 - TV아사히
- 파워레인저 고버스터즈 - TV아사히
- 필살사업인 2012 - TV아사히
- 하야미 씨라고 불릴 날 - 후지TV
- 학 - WOWOW
- 헝그리 - 후지TV
- 형사 쿠로카와 스즈키 - 닛테레
- 환경초인 에코가인더 OX - 키즈스테이션
- 후쿠오카 연애백서 7 ~두개의 러브 스토리~ - KBC

## 2분기
- 37세에 의사가 된 나 ~연수의 순정 이야기 - 후지TV
- ATARU - TBS
- Answer ~경시청 검증수사관]] - TV아사히
- RUN60 - MBS
- SKE48의 매지컬 라디오 2 - 닛테레
- W의 비극 - TV아사히
- 가족의 노래 - 후지TV
- 개구리의 왕녀님 - 후지TV
- 네코벤 ~시체의 몸값~ - TBS
- 도시 전설의 여자 - TV아사히
- 로보얀 - 지바TV
- 리갈 하이 - 후지TV
- 마그마 - WOWOW
- 미래일기 어나더월드 - 후지TV
- 미해결 사건 File02. 오움진리교 - NHK
- 반장 5 - TBS
- 방과후는 미스터리와 함께 - TBS
- 블랙보드 ~시대와 싸운 교사들~ - TBS
- 비공인전대 아키바렌쟈 - BS아사히
- 사랑하는 메종 ~레인보우 로즈~ - TV도쿄
- 사립바보레어고교 - 닛테레
- 삼색털 고양이 홈즈의 추리 - 닛테레
- 속임~ 대행 여배우 마키~ - 닛테레
- 스프 카레 - TBS
- 시장은 데릴사위 - BS아사히
- 신 오미야씨 - TV아사히
- 신화전사 기가제우스 - KTV
- 악몽의 드라이브 - BS아사히
- 앗코와 우리들이 살았던 여름 - NHK
- 양지의 나무 - NHK BS
- 어린이 경찰 - TBS
- 에키벤 철도 도시락 여행기 - BS재팬
- 연애검정 - NHK BS
- 열쇠가 잠긴 방 - 후지TV
- 우메짱선생 - NHK
- 이유 - TBS
- 죄와 벌 - WOWOW
- 첫사랑 - NHK
- 쿠로효 용과 같이 신장 2 - TBS
- 클레오파트라인 여자들 - 닛테레
- 클로버 - TV도쿄
- 파파돌! - TBS
- 한번 더 너에게, 프로포즈 - TBS
- 할머니의 자랑 폭탄냄비 - OTV
- 회색 무지개 - TV아사히

## 3분기
- 20년 후의 너에게 - TBS
- G.T.O 1 - 후지TV
- VISION 살인이 보이는 여자 - 닛테레
- 가면라이더 위저드 - TV아사히
- 검은 여교사 - TBS
- 결혼 동창회 시사이드 러브 - TV아사히
- 경시청 수사 1과 9계 7 - TV아사히
- 고스트 마마 수사선 나와 마마의 이상한 100일 - 닛테레
- 교토지검의 여자 8 - TV아사히
- 나니와 소년탐정단 - TBS
- 나의 여름방학 - 후지TV
- 다마시에 우타마로 2 - TV아사히
- 다카하시 루미코 극장 - NHK BS
- 대하드라마 대작전 - NHK
- 드래곤 청년단 - TBS
- 일드 리셋 진짜 행복을 찾는 방법 - TBS
- 리치맨, 푸어우먼 - 후지TV
- 마지스카 학교 3 - TV도쿄
- 박앵기 - NHK BS
- 보이즈 온 더 런 - TV아사히
- 붉은 실의 여자 - 후지TV
- 뷰티플 레인 - 후지TV
- 비기너즈! - TBS
- 숨도 쉴 수 없는 여름 - 후지TV
- 스프라우트 - 닛테레
- 썸머 레스큐 천공의 진료소 - TBS
- 아내가 남편을 보낼 때 - TBS
- 우레로 ☆ 미완성소녀 - TV도쿄
- 유류수사 2 - TV아사히
- 잠자는 숲 속의 숙녀 - NHK
- 전국 바사라 -MOONLIGHT PARTY- - MBS
- 정말로 있었던 무서운 이야기 여름 특별편 2012 - 후지TV
- 주로 울고 있습니다 - 후지TV
- 주마등주식회사 - TBS
- 철신 건 라이쟈 2 - TV이와테
- 청공의 알 - BS아사히
- 춤추는 대수사선 스페셜 - 후지TV
- 츠루카메 조산원 ~남쪽섬으로부터~ - NHK
- 토칸 -특별국세징수관- - 닛테레
- 플라티나 타운 - WOWOW
- 휠체어로 나는 하늘을 난다 - 닛테레
- 히가시노게이고 미스터리즈 - 후지TV

## 4분기
- Piece - 닛테레
- eve의 모든 것 - 후지TV
- 강행귀국 ~잊혀진 신부들~ - TBS
- 걸즈 토크 ~열명의 시스터들~ - TV아사히
- 결혼하지 않는다 - 후지TV
- 고교입시 - 후지TV
- 고독한 미식가 2 - TV도쿄
- 고잉 마이 홈 - 후지TV
- 나고야행 마지막 열차 1 - 나고야TV
- 나비장에 어서오세요 - NHK BS
- 늦게 피는 해바라기 ~나의 인생, 리뉴얼~ - 후지TV
- 닥터-X ~외과의 다이몬 미치코~ - TV아사히
- 더블 페이스 위장 경찰편 - WOWOW
- 더블 페이스 잠입 수사편 - TBS
- 도쿄 에어포트 ~도쿄 공항 관제 보안부~ - 후지TV
- 도쿄전력소녀 - 닛테레
- 독 포이즌 - 닛테레
- 레지던트 ~5명의 연수의~ - TBS
- 류진마부야 1972 레전드 - RBC
- 마메시바 이치로 백수 시바 지로 - 지바TV
- 몬스터스 - TBS
- 봉신 야츠루기 3 - 지바TV
- 사랑하는 파리녀 - NHK
- 사루토비 3세 - NHK BS
- 수사지도의 여자 - TV아사히
- 순수한 사랑 - NHK
- 슈가리스 - 닛테레
- 스위치 걸!! 2 - 후지TV TWO
- 신의 갓난아기 - NHK BS
- 실험형사 토토리 1 - NHK
- 심인 - WOWOW
- 싱글 마더즈 - NHK
- 악몽짱 - 닛테레
- 어떻게 좀 안될까요 1 - NHK
- 오오쿠 탄생 아리고토 이에미츠 - TBS
- 용사 요시히코와 악령의 열쇠 - TV도쿄
- 이로도리히무라 - TBS
- 익명탐정 - TV아사히
- 파트너 11 - TV아사히
- 퍼펙트 블루 - TV아사히
- 프라이스리스 ~있을리 없잖아 그런거~ - 후지TV
- 핀녀의 메리크리스마스 - 닛테레
- 하나씨의 간단요리 - TBS
- 하늘의 방주 - WOWOW
- 하루사 에이커 2 - OTV
- 하오하오! 강시걸 동경전시대전기 - TV도쿄
- 하이스쿨 가극단☆남조 - TBS
- 행복의 시간 - 후지TV
- 히토리 시즈카 - WOWOW

## 자료 출처
- ja:2012年のテレビドラマ (日本)

## 같이 보기
- 일본의 텔레비전 드라마 목록
- 2010년대 일본의 텔레비전 드라마 목록